# دانته گیندانی
دانته گیندانی (ایتالیایی: Dante Ghindani؛ زادهٔ ۱۱ ژوئن ۱۸۹۹) دوچرخه‌سوار اهل ایتالیا است.